# Seleção Canadense de Futebol Americano
Representa o Canadá nas competições de Futebol Americano. A seleção canadense principal chegou à final da Copa do Mundo IFAF de 2011, na Áustria, porém foi derrotada por 50 a 7 pela seleção dos Estados Unidos.

## Uniformes
| Helmet   |      |           |
| Left arm | Body | Right arm |
| Trousers |      |           |
| Socks    |      |           |
| Casa     |      |           |

| Helmet   |      |           |
| Left arm | Body | Right arm |
| Trousers |      |           |
| Socks    |      |           |
| Fora     |      |           |